# Marienlyst Odense
Marienlyst Odense (właściwie Boldklubben Marienlyst) – duński klub siatkarski z Odense, założony 31 sierpnia 1976 roku. Dziesięciokrotny mistrz Danii, dziewięciokrotny zdobywca Pucharu Danii i trzykrotny zwycięzca Klubowych Mistrzostw Krajów Nordyckich.

## Historia
Początkowo Marienlyst był klubem wyłącznie piłkarskim. W marcu 1976 roku otwarty został kompleks sportowy Marienlystcentret. Wraz z powstaniem obiektu, w którym mogły być uprawiane również inne dyscypliny sportu, klub poszerzył swoją działalność o sekcję siatkarską. Powstała ona 31 sierpnia 1976 roku.
W 2001 roku klub po raz pierwszy awansował do najwyższej klasy rozgrywkowej, w której grał nieprzerwanie do końca sezonu 2022/2023. W tym okresie dziesięć razy został mistrzem Danii, dziewięciokrotnie zdobył Puchar Danii oraz trzykrotnie zwyciężał w Klubowych Mistrzostwach Krajów Nordyckich.
W sezonie 2022/2023 Marienlyst nawiązał współpracę z klubem Fortuna i utworzył wspólny zespół pod nazwą Marienlyst-Fortuna. Współpraca zakończyła się w maju 2023 roku. Zarząd klubu Fortuna podjął decyzję o zmianie nazwy na Odense Volleyball i pod tą nazwą występował w najwyższej klasie rozgrywkowej (VolleyLigaen). Marienlyst natomiast pozostał przy szkoleniu dzieci i młodzieży, zrezygnował jednak z prowadzenia seniorskiej drużyny.

## Rozgrywki krajowe
- Mistrzostwo Danii (10): 2005, 2006, 2008, 2009, 2010, 2011, 2013, 2014, 2017
- Puchar Danii (9): 2004/2005, 2007/2008, 2010/2011, 2011/2012, 2012/2013, 2013/2014, 2015/2016, 2017/2018
- Klubowe Mistrzostwa Krajów Nordyckich (3): 2009, 2010, 2012

## Rozgrywki międzynarodowe
| Sezon     | Rozgrywki        | Miejsce/faza           |
| --------- | ---------------- | ---------------------- |
| 2003/2004 | Puchar CEV       | runda kwalifikacyjna   |
| 2004/2005 | Puchar CEV       | faza grupowa           |
| 2005/2006 | Puchar Top Teams | I runda kwalifikacyjna |
| 2006/2007 | Puchar Top Teams | runda kwalifikacyjna   |
| 2008/2009 | Puchar Challenge | I runda                |